# Dagnall
Dagnall – wieś w Anglii, w hrabstwie Buckinghamshire, w dystrykcie (unitary authority) Buckinghamshire. Leży 48 km na północny zachód od centrum Londynu. Miejscowość liczy 511 mieszkańców.